# Satanas chan
Satanas chan är en tvåvingeart som beskrevs av Engel 1934. Satanas chan ingår i släktet Satanas och familjen rovflugor. Inga underarter finns listade i Catalogue of Life.